# Korallreven
För kalkstrukturerna i havet, se korallrev.
Korallreven är en svensk musikgrupp. Gruppen släppte sitt debutalbum An Album by Korallreven 2011.
Daniel Tjäder är också medlem i The Radio Dept..

## Historia
Marcus Joons och Daniel Tjäder träffades under mitten av 00-talet i Malmö. Joons reste runt mycket under denna period, bland annat till Skottland, Island och Samoa. Han bodde även långa perioder hemma hos Tjäder, och de blev så småningom bra vänner. Idén till gruppen kom efter Joons resa till Samoa. Gruppnamnet kom till eftersom det "är det vackraste ordet på svenska", och för att korallrev är "vackra, vassa och hotade".
Under början av sommaren  2009 släpptes debutsingeln "Loved-Up" på Service.  Våren 2010 släpptes "The Truest Faith/Loved-Up" och hösten samma år släpptes "Honey Mine", båda på Acéphale Records. 2011 släpptes deras fjärde singel "As Young As Yesterday" som en digital EP på skivbolaget Hybris med remixer av Panda Bear och Girl Unit.
Debutalbumet, An Album by Korallreven, släpptes 2011 och mottogs mycket väl av musikkritiker. Victoria Bergsman sjunger på tre av låtarna.
I november 2014 släpptes deras andra album Second Comin', där sångarna China Yggström, Cornelius och Maria Lindén medverkar.

## Diskografi

### Studioalbum
- 2011 – An Album by Korallreven
- 2014 – Second Comin'

### Singlar
- 2009 – "Loved-Up"
- 2010 – "The Truest Faith/Loved-Up"
- 2010 – "Honey Mine"
- 2011 – "As Young As Yesterday"